# Vlag van Monmouthshire

Vlag van Monmouthshire

De vlag van Monmouthshire is de vlag van het Welshe graafschap Monmouthshire. De vlag werd op 30 september 2011 geregistreerd bij het Flag Institute, hoewel de oorsprong teruggaat tot de 6e eeuw.
Het wapen wordt door middeleeuwse herauten toegeschreven aan koning Inyr van het Welshe koninkrijk Gwent, waarvan Monmouthshire, ooit bekend als Wentset en Wentsland, afstamt. De County Council van Monmouth kreeg het wapen voor het eerst in 1948 en in de jaren daarna is het opgenomen in het wapen van andere instanties. Dit patroon wordt al heel lang geassocieerd met Monmouthshire en het wordt tegenwoordig ook gebruikt in het schild van het bisdom Monmouth en in dat van Monmouthshire Council, Blaenau Gwent Council en de Monmouthshire County RFC.